# June Lockhart
June Lockhart (ur. 25 czerwca 1925 w Nowym Jorku) – amerykańska aktorka filmowa i telewizyjna.

## Kariera
Jest córką aktorskiej pary Gene’a Lockharta i Kathleen Lockhart. Debiutowała jako 13-latka u boku rodziców w filmie Decydująca noc (1938). Następnie będąc jeszcze nastolatką pojawiła się w tak uznanych filmach jak: Guwernantka (1940; reż. Anatole Litvak), Sierżant York (1941; reż. Howard Hawks), Spotkamy się w St. Louis (1944; reż. Vincente Minnelli). Pierwszą główną rolę zagrała w filmie grozy Kobieta wilk z Londynu (1946). W tym samym okresie rozwijała się jej kariera aktorki teatralnej. W 1948 otrzymała prestiżową nagrodę Tony za występ w sztuce For Love or Money. W późniejszym okresie nie zagrała już w bardziej znaczących filmach skupiając się na pracy w telewizji. Zagrała główne role w serialach: Lassie i Zagubieni w kosmosie. Pojawiła się także gościnie w dziesiątkach innych serialowych produkcji.

## Życie prywatne
Była dwukrotnie zamężna i dwukrotnie rozwiedziona. Z pierwszego małżeństwa miała dwie córki: Anne (ur. 1953) i June Elizabeth (ur. 1956). Anne została aktorką.

## Filmografia
Filmy:

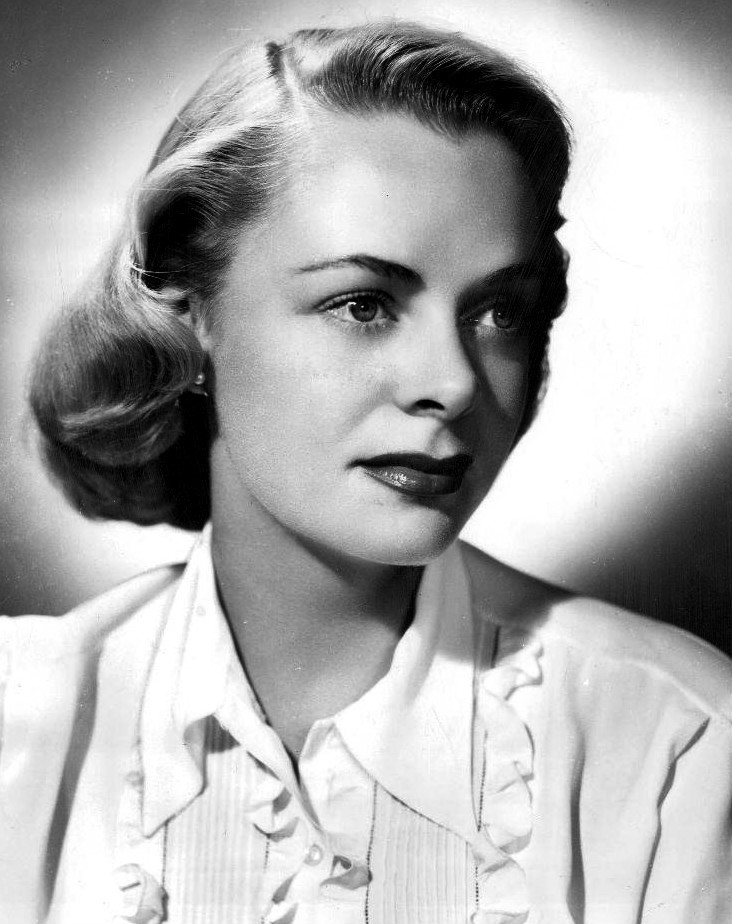
June Lockhart (1947)

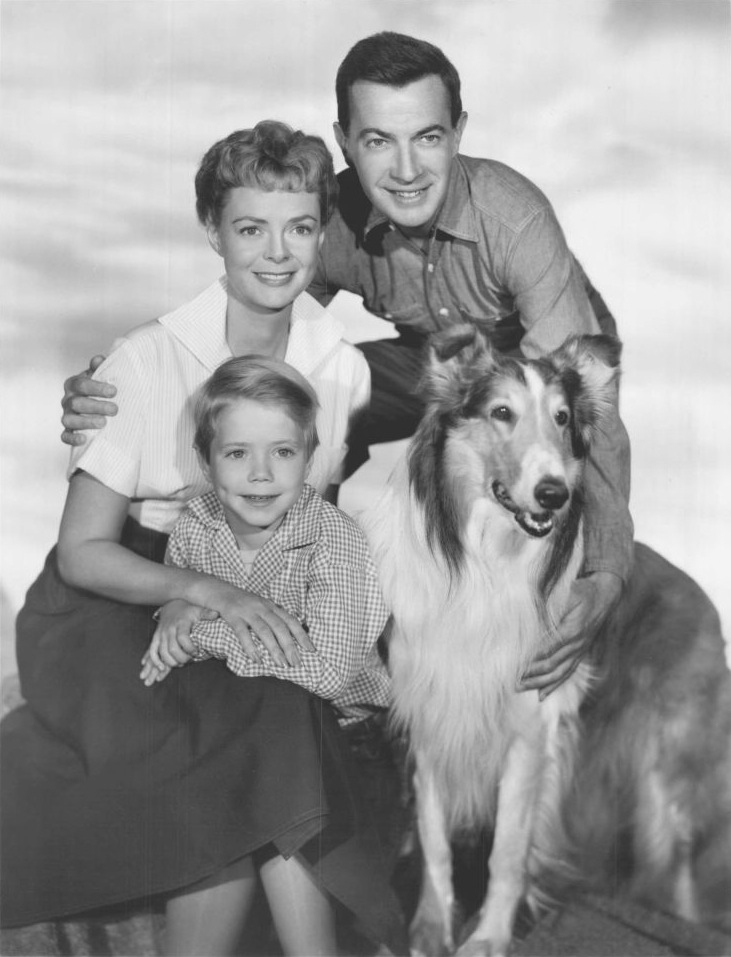
June Lockhart (serial Lassie (1960))

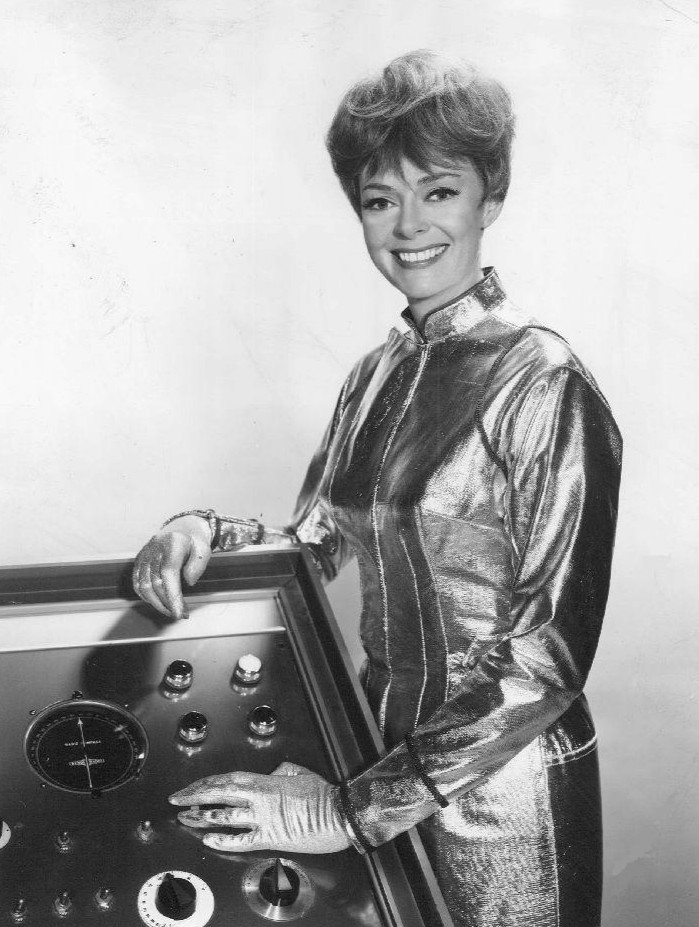
June Lockhart (serial Zagubieni w kosmosie (1965))

- Decydująca noc (1938) jako Belinda Cratchit
- Guwernantka (1940) jako Isabelle de Choiseul-Praslin
- Sierżant York (1941) jako Rosie York, siostra Alvina
- Panna Annie Rooney (1943) jako Stella Bainbridge
- Spotkamy się w St. Louis (1944) jako Lucille Ballard
- Syn Lassie (1945) jako Priscilla
- Kobieta wilk z Londynu (1946) jako Phyllis Allenby
- Roczniak (1946) jako Twink Weatherby
- Lampa Aladyna (1982) – matka Aladyna (głos)
- Motylek (1982) jako pani Helen Gillespie
- Dziwni najeźdźcy (1983) jako pani Bigelow
- Jak uratowano Boże Narodzenie (1984) jako pani Pani Mikołajowa
- Troll (1986) jako Eunice St. Clair
- Kawał kina (1989) jako Janet Kingsley
- C.H.U.D. 2 (1989) jako Grace
- Wyspa grozy (1992) jako Kate
- Dwoje czyli troje (1994) jako Caroline
- Zagubieni w kosmosie (1998) jako dyrektor Cartwright
- O czym marzą faceci (2001) jako gracz w bingo
- Opiekunka: Dalszy ciąg bajki (2001) jako babcia Nell Grayson
- Świąteczny więzień (2007) jako babcia
- Świąteczna załoga (2009) jako matka

Seriale TV:
- Gunsmoke (1955-75) jako Beulah (gościnnie, 1958)
- Rawhide (1959-65) jako Rainy Dawson (gościnnie, 1959)
- Lassie (1954-73) jako Ruth Martin (w l. 1958-64)
- Perry Mason (1957-66) jako Mona Stanton Harvey (gościnnie, 1964)
- Ożeniłem się z czarownicą (1964-72) jako pani Burns (gościnnie, 1964)
- Spotkanie z Alfredem Hitchcockiem (1962-65) jako Martha Hunter (gościnnie, 1965)
- Zagubieni w kosmosie (1965-68) jako Maureen Robinson
- Adam-12 (1968-75) jako pani Whitney (gościnnie, 1974)
- Quincy (1976-83) jako Clara Rhoades (gościnnie, 1976)
- Knots Landing (1979-93) jako Hilda Grant (gościnnie, 1982)
- Największy amerykański bohater (1981-83) jako Alice Davidson (gościnnie, 1982)
- Magnum (1980-88) jako Diane Westmore Pauley (gościnnie, 1981)
- Napisała: Morderstwo (1984-96) jako Beryl Hayward (gościnnie, 1985)
- Niesamowite historie (1985-87) jako Mildred (gościnnie, 1986)
- Dynastia Colbych (1985-87) jako dr Sylvia Heywood (gościnnie, 1986)
- Szpital miejski (od 1963) jako Mariah Ramirez (w 25 odcinkach z l. 1984-98)
- Pełna chata (1987-95) jako panna Wiltrout (gościnnie, 1991)
- Babilon 5 (1993-98) jako dr Laura Rosen (gościnnie, 1994)
- Roseanne (1988-97) jako matka Leona (gościnnie, 1995)
- Krok za krokiem (1991-98) jako Helen Lambert (gościnnie, 1996)
- Siódme niebo (1996–2007) jako weterynarz (gościnnie, 1997)
- Beverly Hills, 90210 (1990–2000) jako Celia Martin (gościnnie w 4 odcinkach z 1997)
- The Drew Carey Show (1995-2004) jako Misty Kiniski  (gościnnie, 2002)
- Andy Richter – władca wszechświata (2002-03) jako babcia Evelyn (gościnnie, 2003)
- Chirurdzy (od 2005) jako Agnes (gościnnie, 2006)
- Dowody zbrodni (2003-10) jako Muriel Bartleby (gościnnie, 2006)